# Quitzdorf (Putlitz)
Quitzdorf war ein mittelalterliches Dorf südwestlich von Putlitz in der Prignitz. Im 15. Jahrhundert trug es die Namen Zwirgsdorf, Zwirgsdorff und Zwickstorff sowie im 18. Jahrhundert Quicksdorff.

## Lage
Die Wüstung liegt auf der Feldmark von Putlitz, südwestlich der Stadt, zwischen Gülitz, Krocksdorf und Lockstädt. Vermutlich liegt die ehemalige Dorfstelle am Ort des heutigen Wohnplatzes Stadtheide oder in dessen Nähe.

## Geschichte
Die erste schriftliche Erwähnung des Ortes aus dem Jahr 1492 findet sich in der neueren Übersetzung vom Hauptteil 1, Band 1, Seite 324 des „Codex diplomaticus Brandenburgensis“. In dem dort aufgeführten „Privilegium der Edlen Herrn zu Putlitz für die Stadt Putlitz v. Jahre 1492“ wird er mit dem Namen Zwirgsdorf verzeichnet und die Bürger der Stadt Putlitz mit den von ihnen gekauften Feldern belehnt. Zu dieser Zeit bestand das Dorf bereits nicht mehr und die zugehörige wüste Feldmark mit gleichem Namen befand sich weiter im Besitz der Bürger von Putlitz.